# Siège de Hachigata (1590)
Pour les articles homonymes, voir Siège de Hachigata.
Le siège de Hachigata de 1590 est l'avant-dernière bataille des campagnes de Toyotomi Hideyoshi contre le clan Go-Hōjō au cours de la période Sengoku de l'histoire du Japon. Hachigata est l'un des derniers grands châteaux des Hōjō dont Hideyoshi cherche à éliminer l'opposition dans la région de Kantō, ayant déjà soumis tout l'Ouest du Japon.
Les assiégeants au nombre de 35 000 hommes sont menés par Maeda Toshiie et Uesugi Kagekatsu. La garnison Hōjō sous le commandement de Hōjō Ujikuni résiste pendant un mois avant que le château ne succombe.

## Source de la traduction
- (en) Cet article est partiellement ou en totalité issu de l’article de Wikipédia en anglais intitulé « Siege of Hachigata (1590) » (voir la liste des auteurs).